# Nina Eggert
Pour les articles homonymes, voir Eggert.
Nina Eggert née Fischer le 12 mars 1977 à Neumünster est une triathlète professionnelle allemande, vainqueur sur triathlon Ironman 70.3.

## Biographie
En octobre 2004, elle épouse à Hawaï le triathlète allemand Ralf Eggert.

## Palmarès en triathlon
Le tableau présente les résultats les plus significatifs (podium) obtenus sur le circuit national et international de triathlon depuis 2001.
| Année | Compétition                                 | Pays        | Position           | Temps           |
| ----- | ------------------------------------------- | ----------- | ------------------ | --------------- |
| 2011  | Allgäu Triathlon                            | Allemagne   | Médaille d'or      | 2 h 32 min 4 s  |
| 2008  | Challenge Niederbronn-les-Bains             | France      | Médaille de bronze | 4 h 37 min 27 s |
| 2007  | Kraichgau Triathlon                         | Allemagne   | Médaille d'or      | 2 h 16 min 38 s |
| 2007  | Ironman Allemagne                           | Allemagne   | Médaille de bronze | 9 h 12 min 18 s |
| 2006  | Kraichgau Triathlon                         | Allemagne   | Médaille d'or      | 2 h 18 min 9 s  |
| 2006  | Ironman Allemagne                           | Allemagne   | Médaille d'argent  | 9 h 24 min 8 s  |
| 2006  | Triathlon de Gérardmer CD                   | France      | Médaille d'or      | Timing          |
| 2005  | Ironman 70.3 Royaume-Uni                    | Royaume-Uni | Médaille d'or      | 4 h 57 min 7 s  |
| 2005  | Ironman Allemagne                           | Allemagne   | Médaille d'argent  | 9 h 26 min 22 s |
| 2005  | Triathlon de Gérardmer CD                   | France      | Médaille d'or      | Timing          |
| 2004  | Ironman Allemagne                           | Allemagne   | Médaille d'argent  | 9 h 33 min 37 s |
| 2002  | Ironman Allemagne                           | Allemagne   | Médaille d'argent  | 9 h 22 min 30 s |
| 2001  | Championnat d'Allemagne de moyenne distance | Allemagne   | Médaille d'argent  | 4 h 57 min 53 s |